# Лев Адамов
 Тази статия е за костурския просветен деец.  За стружкия духовник вижте Лев Попов.  
Лев Адамов Попов е български учител и духовник, деец на късното българско възраждане в Македония.

## Биография
Лев Адамов е роден на 15 март 1880 година в костурското село Горенци, тогава в Османската империя. Учи в Горенци, след което отива при баща си, който е занаятчия в столицата Цариград и завършва българското трикласно училище. С ходатайството на екзарх Йосиф I Български в 1898 година е приет да учи в Цариградската българска духовна семинария, която завършва в 1904 година.
Става учител в Костурското българско училище. След Младотурската революция в 1908 година, при възстановяването на българското учебно дело в Костурско, е командирован за български учител в родното си Горенци, където остава като главен български учител до Балканските войни. Тъй като в Горенци няма свещеник, на 25 и 26 ноември 1909 година Лев Адамов е ръкоположен в Крушево от митрополит Методий Охридски. На 10 август 1910 година властите предават на българската община голямата горенска църква „Свети Георги“ и отец Лев служи в нея. Свещеник е в катедралата „Свети Стефан“ в Цариград.
След Междусъюзническата война, емигрира в Свободна България и е назначен първоначално за свещеник в Долни Дъбник, а през август 1915 година за свещеник в Мехомия на мястото на починалия Филимон Попмихайлов. Служи в софийската църква „Света Неделя“. Сътрудник е на църковния периодичен печат. В 1928 година отново в Долни Дъбник пише спомени за родното си село Горенци и за борбите за българска църква и българско училище, които са издадени в 2014 година. Оставя спомени и за екзарх Йосиф I.
От 1925 година до към 1936 година е председател на Долнодъбнишкото македонско благотворително братство.
Умира в София.